# Acid periodic
Acid peiodic (tiếng Anh: periodic acid) là acid oxo cao nhất của iod, trong đó iod tồn tại trong trạng thái oxy hóa +7. Giống như tất cả các hợp chất vòng, nó có thể tồn tại ở hai dạng: acid orthopeiodic, với công thức hóa học H5IO6 và acid metapeiodic, có công thức HIO4. Acid mesopeiodic, H3IO5 cũng được cho là tồn tại, nhưng không được biết đến ở trong trạng thái tinh khiết.
Acid peiodic được Heinrich Gustav Magnus và CF Ammermüller phát hiện vào năm 1833.

## Tổng hợp
Sản xuất quy mô công nghiệp hiện đại liên quan đến quá trình oxy hóa dung dịch natri iodat trong điều kiện kiềm, hoặc điện hóa trên cực dương PbO2, hoặc bằng cách xử lý bằng chlor:
IO−
3 + 6HO−
 − 2e− → IO5−
6 + 3H2O       (Phản ion omitted for clarity)       E° = -1,6 V
IO−
3 + 6 HO−
 + Cl2 → IO5−
6 + 2Cl− + 3H2O
Acid orthopeiodic có thể được khử nước để cung cấp acid metaperiodic bằng cách đun nóng đến 100 ℃ dưới áp suất thấp.
H5IO6 ⇌ HIO4 + 2H2O
Tiếp tục đun nóng đến khoảng 150 ℃ tạo ra điod pentoxide (I2O5) chứ không phải là anhydride điod heptoxide (I2O7). Acid metapeiodic cũng có thể được điều chế từ nhiều loại orthopeiodat bằng cách xử lý bằng acid nitric loãng.
H5IO6 → HIO4 + 2H2O